# 정의군
| Daedongyeojido (Gyujanggak) 22-01.jpg |  |
|                                       |  |

정의군(旌義郡)은 서귀포시 동부에 존재했던 군이다. 정의현(旌義縣)이라고도 했다. 현재의 서귀포시 동부의 남원읍, 표선면, 성산읍과 동 지역의 구 서귀읍에 해당하는 동부지역(행정동상 대륜동·동홍동·서홍동·송산동·영천동·정방동·중앙동·천지동·효돈동)이 해당한다.

## 역사
- 1416년 오식의 건의에 따라 한라산의 남동부가 정의현으로 분리되었다.
- 1864년 정의군으로 승격하였다.
- 1880년 정의현으로 환원되었다.
- 1895년 제주부 정의군
- 1896년 전라남도 정의군
- 1914년 전라남도 제주군으로 병합되어 소멸하였다. 정의군 지역은 4개면으로 재편되었다.
- 1946년 제주도의 설치와 함께 구 정의군과 대정군지역이 남제주군으로 독립했다.
- 1980년 12월 1일 성산면을 성산읍으로, 남원면을 남원읍으로 각각 승격하였다.[1]
- 1981년 서귀읍이 구 대정군지역인 중문면과 함께 서귀포시로 승격했다. 남제주군은 동서로 갈라졌으며, 나머지 정의군지역은 남제주군의 동부에 위치하게 되었다.
- 2006년 통합 서귀포시로 통합되었다.